# Heron Bay Golf Club
De Heron Bay Golf Club (voorheen bekend als de TPC Heron Bay) is een golfclub in de Verenigde Staten en maakte deel uit van de Tournament Players Club. De club werd opgericht in 1996 en bevindt zich in Coral Springs, Florida. De club beschikt over een 18-holes golfbaan en werd ontworpen door de golfbaanarchitect Mark McCumber.

## Golftoernooien
Voor het golftoernooi is de lengte van de golfbaan voor de heren 6646 m met een par van 72. De course rating is 74,9 en de slope rating is 133.
- Honda Classic: 1997-2002